# Lueyi Dovy
 Lueyi Dovy (Marselha, 10 de novembro de 1975) é um ex-velocista francês, campeão mundial de atletismo no revezamento 4x100 m em Helsinque 2005, junto com os compatriotas Ladji Doucouré, Ronald Pognon, e  Eddy De Lépine.